# رستاخیز (مجموعه تلویزیونی)
رستاخیز (به انگلیسی: Resurrection) مجموعه تلویزیونی آمریکایی در گونه درام خیالی در مورد انسانهایی است که به همان شکلی که مردند زنده می‌شوند. این مجموعه براساس رمان The Returned اثر جیسون مات ساخته شده‌است.
در ۸ مه ۲۰۱۴، ABC ساخت فصل دوم این مجموعه را تأیید کرد. پخش فصل دوم از ۲۸ سپتامبر ۲۰۱۴ آغاز شد.

## قسمت‌ها
| فصل | قسمت‌ها | قسمت‌ها | تاریخ اصلی روی آنتن رفتن | تاریخ اصلی روی آنتن رفتن | رتبه | میانگین آمار بینندگان (میلیون) |
| فصل | قسمت‌ها | قسمت‌ها | اولین بار                | آخرین بار                | رتبه | میانگین آمار بینندگان (میلیون) |
| --- | ------ | ------ | ------------------------ | ------------------------ | ---- | ------------------------------ |
| ۱   | ۸      | ۸      | ۹ مارس ۲۰۱۴              | ۴ مه ۲۰۱۴                | ۱۱   | ۱۲٫۹۶                          |
| ۲   | ۱۳     | ۱۳     | ۲۸ سپتامبر ۲۰۱۴          | ۲۵ ژانویه ۲۰۱۵           | ۸۱   | ۶٫۹۳                           |